# Acrogomphus jubilaris
Acrogomphus jubilaris är en trollsländeart som beskrevs av Maurits Anne Lieftinck 1964. Acrogomphus jubilaris ingår i släktet Acrogomphus och familjen flodtrollsländor. Inga underarter finns listade i Catalogue of Life.